# فرودگاه خوندیای
فرودگاه خوندیای (به انگلیسی: Jundiaí Airport) (به زبان بومی: Aeroporto Estadual Comandante Rolim Adolfo Amaro) یک فرودگاه همگانی مسافربری با کد یاتا QDV است که یک باند فرود آسفالت دارد و طول باند آن ۱۴۰۰ متر است. این فرودگاه در کشور برزیل قرار دارد و در ارتفاع ۷۵۷ متری از سطح دریا واقع شده است.